# Cattedrale di Santa Maria della Marina
La chiesa di Santa Maria della Marina è il duomo di San Benedetto del Tronto e dal 1986 è la cattedrale della diocesi di San Benedetto del Tronto-Ripatransone-Montalto.

## Storia
Il progetto iniziale della chiesa risale alla prima metà dell'Ottocento, opera dell'architetto bolognese Gaetano Ferri. Il protrarsi dei lavori, iniziati nel 1847, obbligarono a successivi interventi progettuali e a diverse modifiche delle intenzioni originarie. La chiesa fu benedetta e aperta al pubblico nel 1908, che misurava m. 70 x 24. benché i lavori non fossero ancora ultimati.
Solo nel dopoguerra si portarono a termine la gradinata esterna e la facciata in travertino; l'edificio fu solennemente consacrato l'11 febbraio 1973. Con un decreto della Congregazione per i vescovi nello stesso giorno la chiesa veniva elevata a concattedrale della diocesi di Ripatransone dopo che nel 1959 un nuovo palazzo vescovile era stato costruito a San Benedetto del Tronto.
Nel 1986 la chiesa diveniva cattedrale della diocesi di San Benedetto del Tronto-Ripatransone-Montalto. Il 5 luglio 2001 è stata elevata alla dignità di basilica minore da papa Giovanni Paolo II.

## Descrizione

### Interno
All'interno la chiesa è a tre navate. L'abside è stata decorata dall'artista francescano, padre Ugolino da Belluno, con un affresco che richiama le tradizioni marinare della città, assieme alla raffigurazione di santi locali. Sempre nell'abside è collocata una tela settecentesca raffigurante una Vergine col bambino. In due distinti altari laterali sono conservate le reliquie dei patroni cittadini, i santi Urbica e Illuminato.
Tre degli altari laterali (dedicati al Sacro Cuore, a San Biagio e a Sant'Antonio di Padova) provengono dalla demolita chiesa di San Filippo di Ascoli Piceno, sono seicenteschi in pregiati marmi policromi, e vennero comprati nel 1912 dal curato Don Sciocchetti per Lire 7.000 dell'epoca. Altri tre altari in legno, sempre del Seicento, furono acquistati nel 1918 dalla dismessa chiesa di Sant'Agostino di Ripatransone, e sono dedicati al Crocefisso, a Santa Rita ed a Sant'Agnese, alla cui base di quest'ultimo sono ubicate le reliquie di Santa Urbica.

### Organo a canne
L'organo a canne della cattedrale, di 3.500 canne, si trova nell'ultima campata della navata laterale di destra; si tratta dello strumento costruito nel 1948-1950 dalla ditta Balbiani Vegezzi-Bossi per la basilica della Santa Casa a Loreto, a sua volta frutto dell'ampliamento di uno strumento di Carlo Vegezzi Bossi del 1902, con materiale fonico del Callido opus 391 del 1802. Installato nel 1992, per l'occasione sono stati aggiunti 2 registri portandolo da 49 a 51 registri, è a trasmissione elettrica su tre manuali e pedale. In precedenza nella cattedrale si trovava un organo costruito da Sebastiano Vici nel 1850, attualmente nella chiesa Regina Pacis di Centobuchi (frazione di Monteprandone).

## Festività
- Luglio  — "Festa Madonna della Marina" uno degli eventi principali dell'estate sambenedettese, si svolge l'ultima domenica di luglio e consiste in una processione in mare con i pescherecci, in cui i pescatori rendono omaggio alla Madonna della Marina, l'imbarcazione principale, che precede il corteo di imbarcazioni, ospita il ritratto della Madonna proveniente dalla cattedrale. Dopo la benedizione da parte del vescovo e il ricordo delle vittime del mare, avviene il lancio in mare della corona di fiori. Segue poi una processione a terra fino alla cattedrale.[5]

## Galleria d'immagini

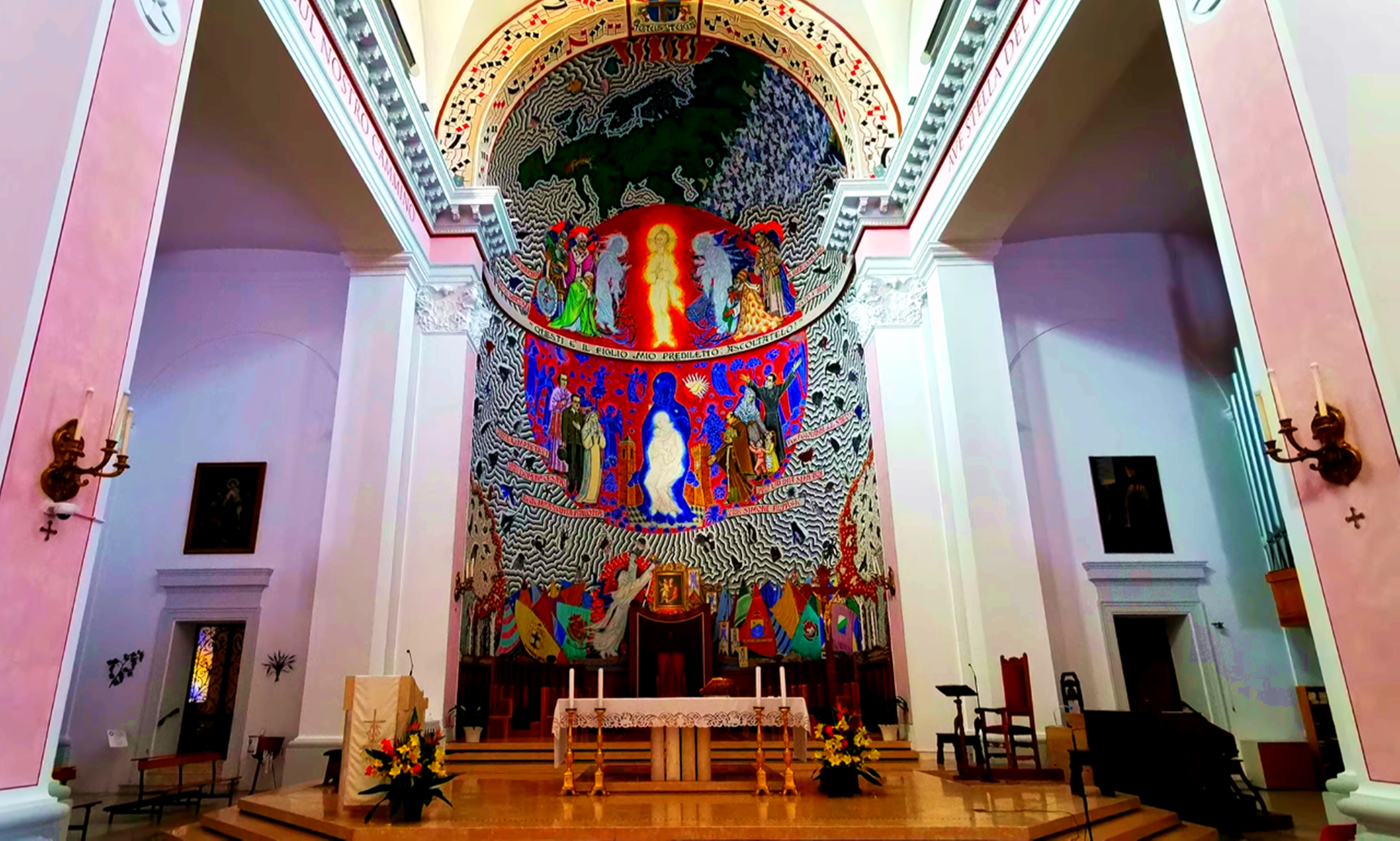
L'altare principale
Vista della navata centrale
La navata destra
La navata sinistra
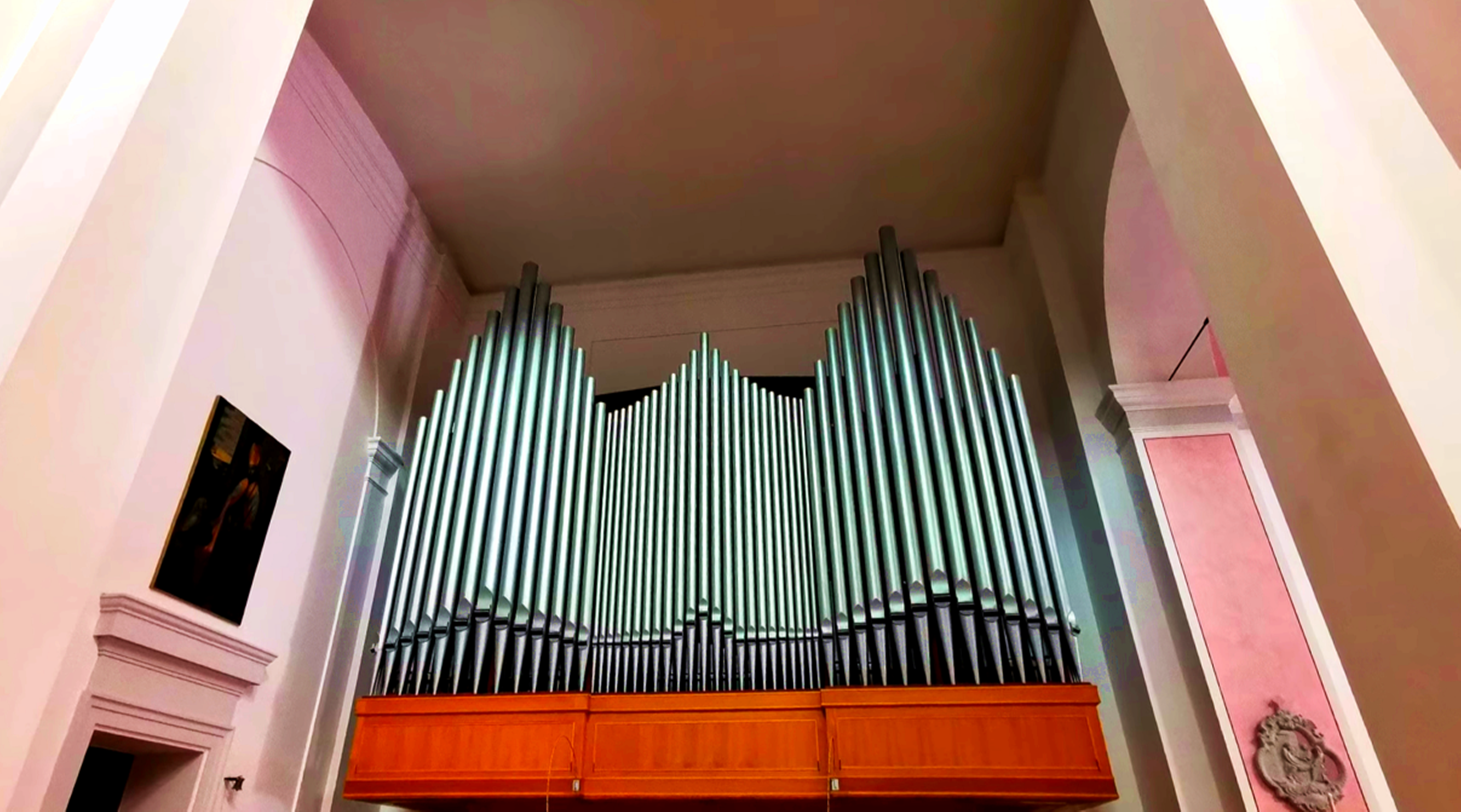
L'organo a canne
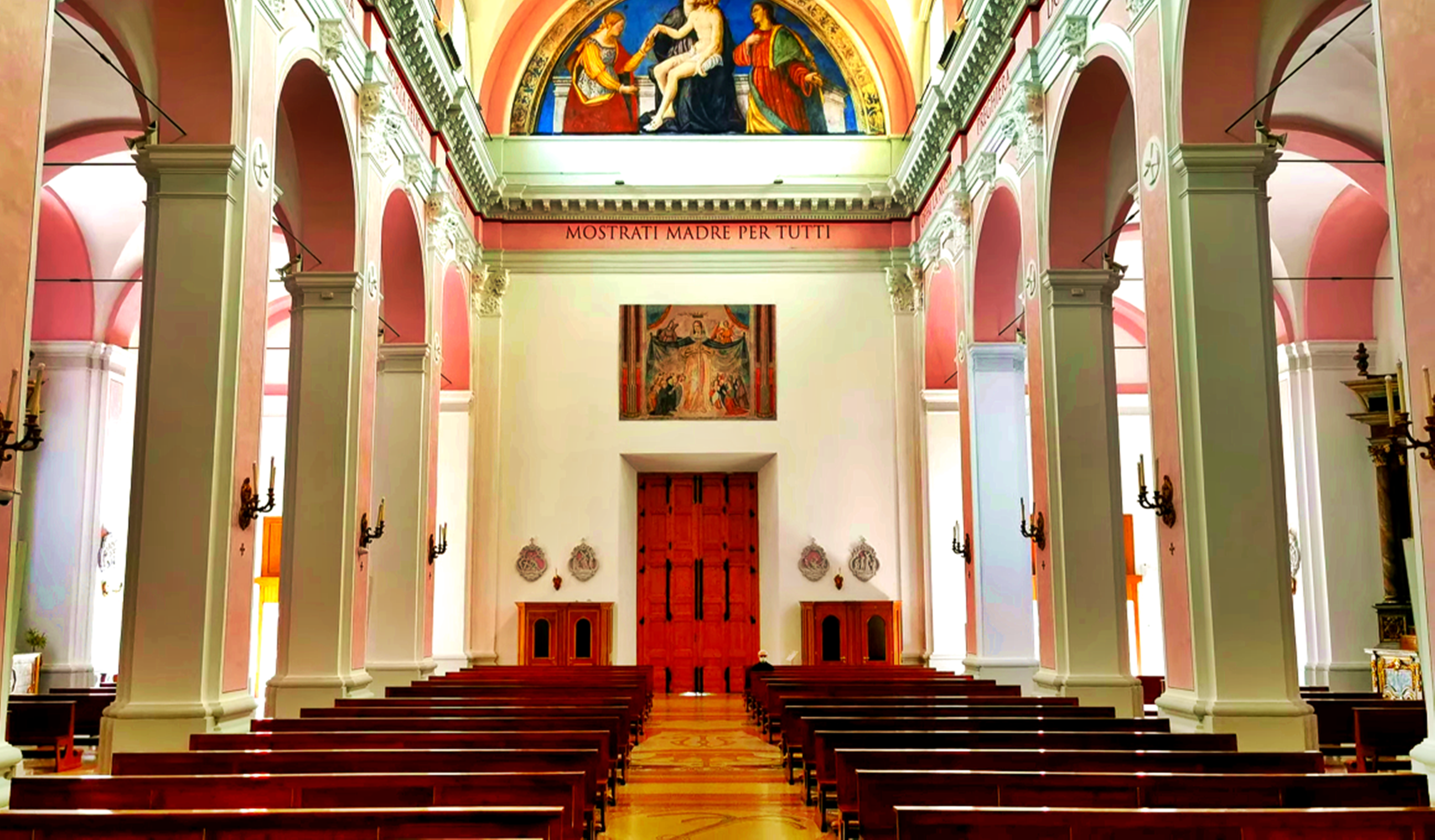
L'ingresso principale